# Balneari Segalers
El Balneari Segalers (o Segalés) era un balneari inaugurat el 1878, en un petit edifici als afores del terme municipal de Tona (Osona), en terres del mas Segalers. És una obra inclosa a l'Inventari del Patrimoni Arquitectònic de Catalunya.

## Descripció
Edifici que consta d'una nau de planta rectangular, coberta a doble vessant, de planta baixa i un pis. Al llarg de la nau s'hi obren unes finestres disposades regularment i simètriques a l'eix central que assenyala la porta principal, amb un arc escarser a la llinda. Entre la planta i els pisos hi ha una franja, a manera de fris, de maó que separa els dos nivells, i sota la teulada una sanefa de dents de serra també de maó. Totes les obertures estan emmarcades per unes franges llises. La tipologia constructiva es pot associar, encara que aquesta es veu més cuidada, a la del balneari Ullastres.

### Pou
Situat en un cobert adossat a la casa, és de secció circular revestit amb obra, restaurat, que encara conserva part del que era la politja per accedir a l'aigua. Actualment està tapiat però segurament era el pou que suposadament subministrava aigua sulfurosa (d'aquí el nom de "la Puda") i que va originar la construcció del balneari.

## Història
L'inici de l'explotació de les aigües minero-medicinals a Tona, a partir de la seva descoberta el 1874, va propiciar la construcció d'una sèrie de balnearis, hotels, comerços, etc., tots vinculats a acollir un gran nombre de membres de la burgesia adinerada, principalment barcelonina, que venien a passar temporades a Tona, atrets per la propaganda i el servei de les aigües curatives. El Segalés i el Balneari Ullastres van ser dels primers en oferir aquest servei, encara que seran els balnearis Codina i Roqueta els que aconseguiran més èxit.
El balneari fou el segon que es construí a Tona, rere el balneari Ullastres, a conseqüència del descobriment d'aigües mineromedicinals al poble, el 1874. Els balnearis varen tenir un gran impacte econòmic en la població, van suposar un important impuls econòmic, social i urbanístic pel poble, i varen convertir Tona en un centre d'estiueig de primer ordre.
Els inicis del balneari foren molt bons, i va rebre premis molt importants a nivell europeu. Les aigües de Segalers van ser premiades a l'Exposició Universal de París del 1878 i a la Balneològica de Frankfurt el 1881.
Els estiuejants s'hostatjaven al mas Vendrell, rehabilitat per fer aquestes funcions. Malgrat que es va arribar a preveure una ampliació, el centre va tancar molt prematurament el 1888-1889.